# العلاقات الطاجيكستانية الناوروية
العلاقات الطاجيكستانية الناوروية هي العلاقات الثنائية التي تجمع بين طاجيكستان وناورو.

## مقارنة بين البلدين
هذه مقارنة عامة ومرجعية للدولتين:
| وجه المقارنة                                              | طاجيكستان                          | ناورو                          |
| --------------------------------------------------------- | ---------------------------------- | ------------------------------ |
| المساحة (كم2)                                             | 143.10 ألف                         | 21                             |
| عدد السكان (نسمة)                                         | 8.92 مليون                         | 10.08 ألف                      |
| الكثافة السكانية (ن./كم²)                                 | 62.33                              | 48.00 ألف                      |
| العاصمة                                                   | دوشنبه                             | ضاحية يارين                    |
| اللغة الرسمية                                             | اللغة الطاجيكية                    | اللغة الناورونية، لغة إنجليزية |
| العملة                                                    | ساماني طاجيكي، الروبل الطاجيكستاني | دولار أسترالي                  |
| الناتج المحلي الإجمالي (بليون دولار)                      | 7.15 مليار                         | 113.88 مليون                   |
| الناتج المحلي الإجمالي (تعادل القوة الشرائية) بليون دولار | 24.03 مليار                        | 162.98 مليون                   |
| الناتج المحلي الإجمالي الاسمي للفرد دولار أمريكي          | 925                                | 9.83 ألف                       |
| الناتج المحلي الإجمالي للفرد دولار أمريكي                 | 2.69 ألف                           |                                |
| مؤشر التنمية البشرية                                      | 0.624                              |                                |
| رمز المكالمات الدولي                                      | +992                               | +674                           |
| رمز الإنترنت                                              | .tj                                | .nr                            |
| المنطقة الزمنية                                           | ت ع م+05:00                        | ت ع م+12:00                    |

## منظمات دولية مشتركة
يشترك البلدان في عضوية مجموعة من المنظمات الدولية، منها:
| علم المنظمة | اسم المنظمة                   | تاريخ انضمام طاجيكستان | تاريخ انضمام ناورو |
| ----------- | ----------------------------- | ---------------------- | ------------------ |
|             | منظمة الشرطة الجنائية الدولية | ?                      | ?                  |
|             | الاتحاد البريدي العالمي       | ?                      | ?                  |
|             | يونسكو                        | 6 أبريل 1993           | 17 أكتوبر 1996     |
|             | منظمة حظر الأسلحة الكيميائية  | ?                      | ?                  |
|             | بنك التنمية الآسيوي           | 1998                   | 1991               |
|             | الأمم المتحدة                 | 2 مارس 1992            | 14 سبتمبر 1999     |
|             | الاتحاد الدولي للاتصالات      | 28 أبريل 1994          | 10 يونيو 1969      |